# Лоренсбург (Індіана)
Лоренсбург (англ. Lawrenceburg) — місто (англ. city) в США, в окрузі Дірборн штату Індіана. Населення — 5129 осіб (2020).

## Географія
Лоренсбург розташований за координатами 39°6′16″ пн. ш. 84°52′28″ зх. д. / 39.10444° пн. ш. 84.87444° зх. д. (39.104493, -84.874525).  За даними Бюро перепису населення США в 2010 році місто мало площу 13,50 км², з яких 12,80 км² — суходіл та 0,70 км² — водойми. В 2017 році площа становила 14,39 км², з яких 13,68 км² — суходіл та 0,70 км² — водойми.

## Демографія
Згідно з переписом 2010 року, у місті мешкали 5042 особи в 2057 домогосподарствах у складі 1142 родин. Густота населення становила 374 особи/км².  Було 2313 помешкання (171/км²).
Расовий склад населення:
| - 93,5 % — білих - 3,0 % — чорних або афроамериканців - 0,8 % — азіатів - 0,3 % — корінних американців |

До двох чи більше рас належало 2,2 %. Частка іспаномовних становила 1,2 % від усіх жителів.
За віковим діапазоном населення розподілялося таким чином: 24,1 % — особи молодші 18 років, 61,2 % — особи у віці 18—64 років, 14,7 % — особи у віці 65 років та старші. Медіана віку мешканця становила 35,5 року. На 100 осіб жіночої статі у місті припадало 96,3 чоловіків;  на 100 жінок у віці від 18 років та старших — 94,8 чоловіків також старших 18 років.
Середній дохід на одне домашнє господарство  становив 47 434 долари США (медіана — 38 428), а середній дохід на одну сім'ю — 50 455 доларів (медіана — 45 321). Медіана доходів становила 36 506 доларів для чоловіків та 31 062 долари для жінок. За межею бідності перебувало 15,4 % осіб, у тому числі 17,3 % дітей у віці до 18 років та 17,4 % осіб у віці 65 років та старших.
Цивільне працевлаштоване населення становило 2197 осіб. Основні галузі зайнятості: виробництво — 15,3 %, мистецтво, розваги та відпочинок — 14,5 %, будівництво — 14,1 %.